# NGC 88

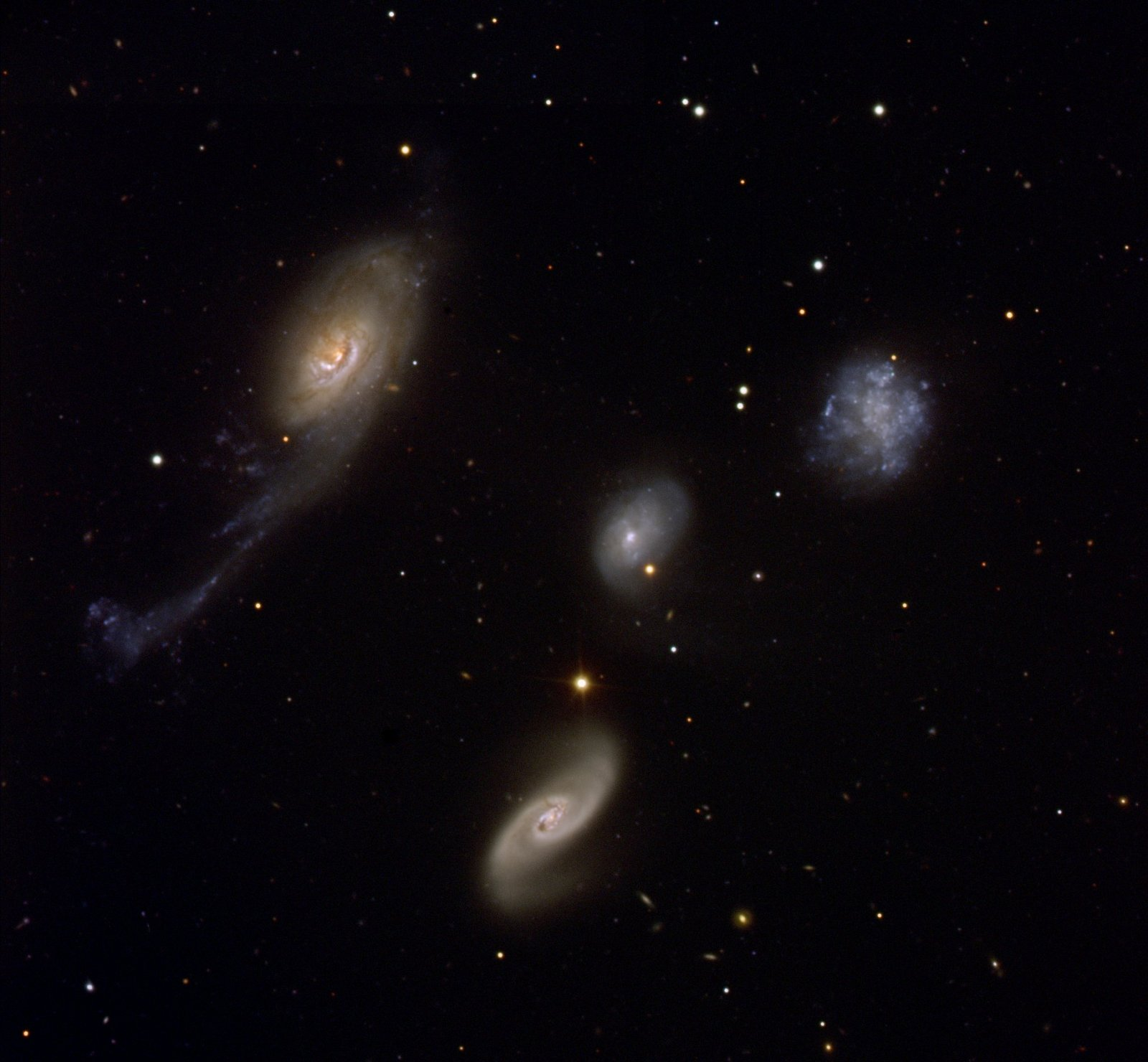
NGC 88 une galaxie spirale ?

NGC 88 est une galaxie lenticulaire barrée située dans la constellation du Phénix. NGC 88 a été découverte par l'astronome britannique John Herschel en 1834.

## Caractéristiques
Sa vitesse par rapport au fond diffus cosmologique est de 3 184 ± 21 km/s, ce qui correspond à une distance de Hubble de 47,0 ± 3,3 Mpc (∼153 millions d'al).
NGC 88 est une galaxie LINER, c'est-à-dire une galaxie dont le noyau présente un spectre d'émission caractérisé par de larges raies d'atomes faiblement ionisés.
Elle est située près des galaxies NGC 92, NGC 87 et NGC 89 avec lesquelles elle forme le quartette de Robert. Notons que le professeur Seligman considère cette galaxie comme une spirale. C'est possible car sur la photographie du quartette de Robert, on perçoit faiblement la présence de deux bras spiraux.